# Variaciones Kakadu (Beethoven)

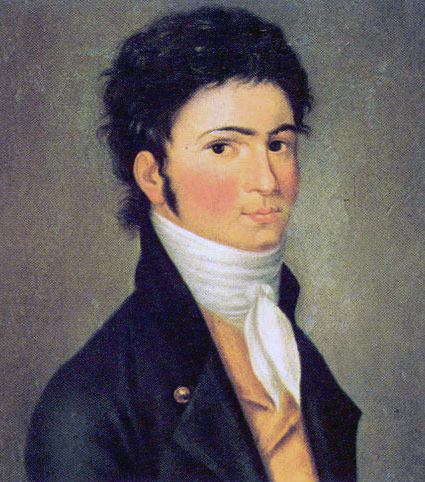
Beethoven en 1801.

Las Variaciones Kakadu en sol mayor, Op. 121a, también conocidas como Diez variaciones sobre "Ich bin der Schneider Kakadu" o Trío para piano n.º 11 en sol mayor, son una serie de diez piezas camerísticas para piano, violín y violonchelo (trío para piano) compuestas por Ludwig van Beethoven entre 1801 y 1803. El tema en el que se basan estas variaciones es el aria "Ich bin der Schneider Kakadu" perteneciente a la ópera Die Schwestern von Prag de Wenzel Müller.

## Historia

### Composición
La composición de este opus quizá tuvo lugar entre 1801 y 1803 y probablemente fue revisado en 1816. Los primeros bocetos datan de 1801. En Beethoven Haus Bonn se conserva una partitura autógrafa en limpio, que es probablemente una segunda copia realizada durante las negociaciones con el editor, ya que tanto el papel como la pulcritud de la letra permiten situar su fecha en torno a 1816. En sus primeros años en Viena, Beethoven satisfizo la demanda popular de variaciones sobre éxitos de ópera con una serie de obras en las que participaba su propio instrumento. Aunque las pruebas no son irrefutables, las Variaciones Kakadu probablemente se originaron en esta época.

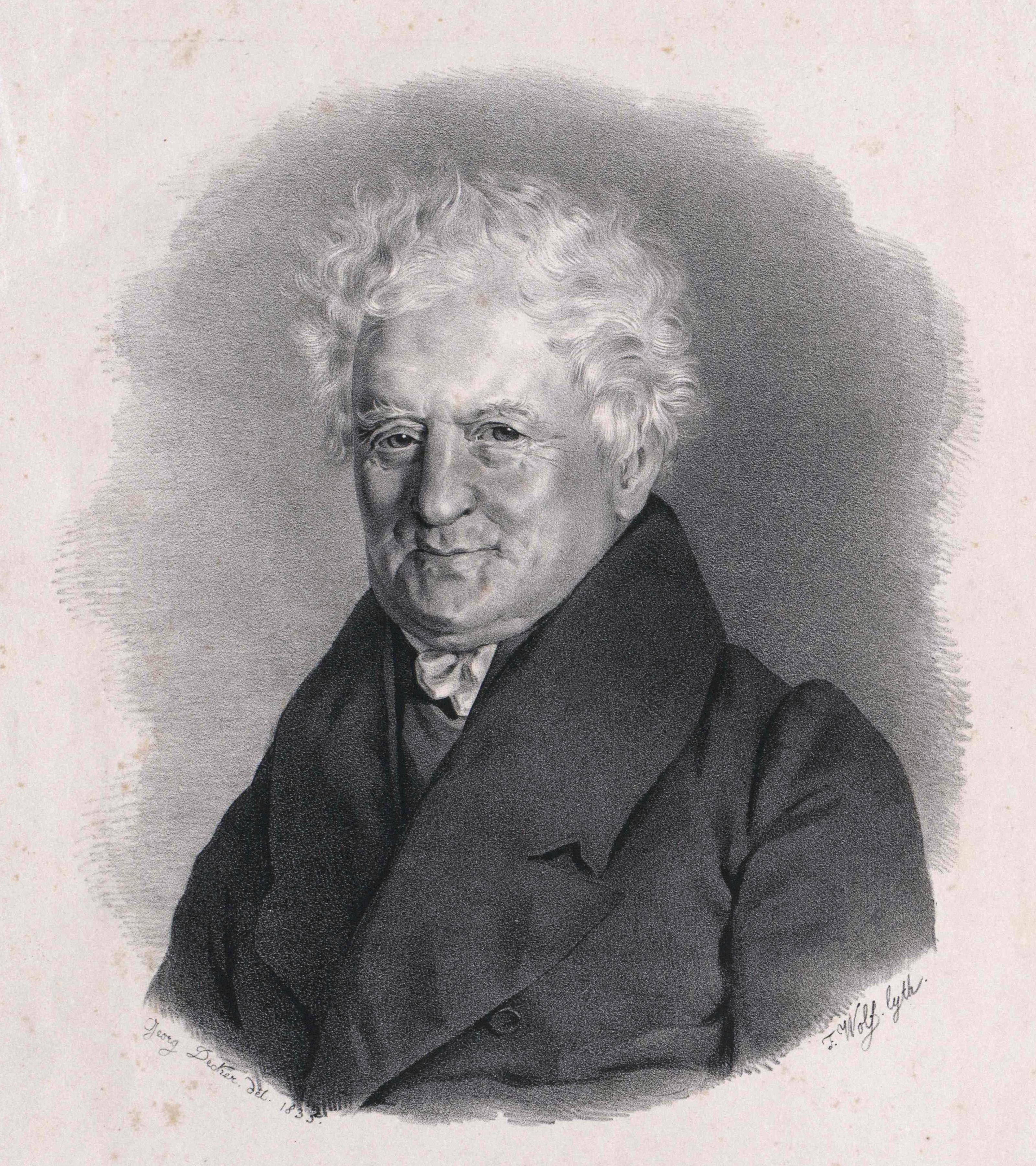
Wenzel Müller, autor del tema en que se basan la variaciones.

El singspiel cómico Die Schwestern von Prag (Las hermanas de Praga) escrito por el compositor austríaco Wenzel Müller y el dramaturgo Joachim Perinet, fue estrenado el 11 de marzo de 1794 en Viena. La obra es una turbulenta comedia de equívocos en la que, como suele ocurrir, la acción gira en torno al matrimonio y el amor. Una de las arias más populares de este singspiel es "Ich bin der Schneider Kakadu" y fue elegida por Beethoven como tema sobre el que crear variaciones. El singspiel se llegó a representar 130 veces en el Teatro Marienelli de la Leopoldstadt de Viena en vida de Beethoven. Se reestrenó en Viena en 1814 y es muy posible que este hecho impulsara a Beethoven a desempolvar y revisar sus variaciones juveniles, teniendo en cuenta el registro extendido de los pianos más nuevos. Quizás en la revisión fue cuando añadió el "suplemento" o coda junto con la introducción.

### Publicación
Es posible que se ofrecieran para su publicación inmediatamente después de ser compuestas sin llegar a materializarse. Quince años después, como el propio compositor escribió, le parecieron lo suficientemente buenas como para sacarlas de nuevo y ofrecérselas a la editorial Breitkopf & Härtel de Leipzig para su publicación. El 19 de julio de 1816 escribió a Gottfried Christoph Härtel en Leipzig:

«Variaciones con introducción y suplemento (coda) para piano, violín y violonchelo sobre un conocido tema de Müller., una de mis primeras composiciones, aunque no se encuentra entre las censurables.»

El 27 de agosto de 1803 Caspar van Beethoven, hermano del compositor, ofreció a Breitkopf & Härtel varias obras entre las que se encuentran estas variaciones. Pero Breitkopf & Härtel las rechazó.
La primera publicación de la pieza fue llevada a cabo por el editor Sigmund Anton Steiner en mayo de 1824 en Viena y también por Chappell en Londres, incorporando las revisiones hechas por Beethoven en 1816-1817. La edición de Steiner se titula "Adagio, Variationen und Rondo", con lo que no hace referencia alguna al autor del tema de las variaciones ni al tema mismo. Esa misma impresión de Steiner lleva simplemente "Op. 121". Un año más tarde, Schott publicó el Opferlied con el mismo número de opus, lo que obligó a los editores posteriores a añadir una "a" al Trío y una "b" al Opferlied. Sin embargo, le dio un número de opus.

## Estructura y análisis
La pieza consta de los siguientes movimientos o secciones: introducción, tema, 10 variaciones y coda.
- Introduzione. Adagio assai, en sol menor 4
4
- Tema. Allegretto, en sol mayor 2
4
- Variación I, en sol mayor 2
4
- Variación II, en sol mayor 2
4
- Variación III, en sol mayor 2
4
- Variación IV, en sol mayor 2
4
- Variación V, en sol mayor 2
4
- Variación VI, en sol mayor 2
4
- Variación VII, en sol mayor 2
4
- Variación VIII, en sol mayor 2
4
- Variación IX Adagio espressivo, en sol menor 2
4
- Variación X Presto, en sol mayor 6
8
- Coda. Allegretto, en sol mayor 2
4

La interpretación de la obra dura aproximadamente 18 minutos. El texto del lied "Ich bin der Schneider Wetz und Wetz" (Yo soy el sastre, afila y afila) es sugerente y tiene una melodía pegadiza, dos componentes que contribuyeron a su popularidad. Müller ya había establecido la copla de tres versos como una especie de variación. Aunque los versos del Lied eran siempre los mismos para el cantante, el acompañamiento orquestal cambiaba de verso a verso. El carácter de la melodía y el estilo del acompañamiento requieren realmente un conjunto de variaciones, que Beethoven escribió para piano, violín y violonchelo. Puede resultar difícil creer que las Variaciones Kakadu de Beethoven fueran compuestas el mismo año que la Sonata Waldstein, Op. 53. Las variaciones no muestran nada de la exploración armónica ni de la manipulación motívica características de la sonata, y son bastante convencionales. Sin duda, esto se debe a que escribió la obra con la esperanza de que se vendiera mucho y por eso eligió un tema popular.

### Introduzione. Adagio assai
La introducción, Adagio assai, está escrita en la tonalidad de en sol menor y en compás de 4/4. Es imponente, exageradamente sombría y parece anunciar una música muy seria y dramática con su modo menor. Esboza gradualmente el tema "Kakadu". Comienza con una figura descendente al unísono. Un nuevo motivo aparece cuando comienzan los acordes repetidos en el piano, tras lo cual Beethoven roza el si bemol mayor, pero no se compromete, prefiriendo volver a sol menor. Los motivos inicial y secundario se mezclan a medida que se eleva la dinámica, deteniéndose en la dominante de sol menor/mayor.

### Tema. Allegretto
El tema, marcado Allegretto, está en sol mayor y en compás de 2/4. El tema de Müller se ajusta perfectamente a las proporciones tradicionales del periodo Clásico. En dos partes, la primera melodía consta de dos segmentos de cuatro compases que llevan cada uno una melodía en arco, mientras que la segunda parte contiene dos secciones de ocho compases. Cuando la ingenua melodía al estilo del aria de presentación del Papageno en La flauta mágica de Mozart, emerge en su totalidad en un alegre y jovial modo mayor, produce una absurda sensación de anticlímax. Este mismo tipo de desinflamiento cómico fue emulado un siglo más tarde por Ernő Dohnányi en sus Variaciones sobre un tema de guardería.

### Variaciones I–X
Las variaciones siguen a grandes rasgos el patrón tradicional, adornando la melodía con una figuración cada vez más brillante. Si bien, las variaciones quinta y séptima deconstruyen el tema en lugar de limitarse a decorarlo. Beethoven sigue de cerca los patrones originales de repetición y armonía, excepto por la adición de un acorde de dominante al final del cuarto compás, un cambio sutil que aparece en todas las variaciones excepto en la tercera, novena y décima.
- Variación I, en sol mayor: pertenece por completo al piano.[5]
- Variación II, en sol mayor: marcada leggiermente (ligera, ágil), procede sin violonchelo, la rápida parte del violín se mueve en tresillos sobre el ritmo binario de la parte del piano.[5]
- Variación III, en sol mayor: el violonchelo toma protagonismo, manteniendo la forma básica del tema pero ninguno de sus detalles.[5]
- Variación IV, en sol mayor: vuelven los tresillos en la parte de piano y el tema es fácilmente reconocible.[5]
- Variación V, en sol mayor: presenta sobrias texturas contrapuntísticas[6] en contraste con la variación anterior, el violín y el violonchelo dominan la pieza, el piano ocasionalmente decora y dobla. El material melódico aquí suena más parecido al de la introducción que al del tema.[5]
- Variación VI, en sol mayor: llamativas octavas en el piano oscurecen el tema.[5]
- Variación VII, en sol mayor: es un delicado dúo imitativo para violín y violonchelo solos.[6]
- Variación VIII, en sol mayor: es más delicada, da un descanso al pianista. se caracteriza por las líneas sincopadas, mientras segmentos del tema se intercambian entre las cuerdas y el piano.[5]
- Variación IX Adagio espressivo, en sol menor: retoma la tonalidad menor y el tempo pausado de la introducción. El tempo lento permite que ésta sea la variación más decorada del conjunto.[5] Está llena de pathos cromático, como reminiscencia de la introducción lenta.[6]
- Variación X Presto, en sol mayor: retomando el modo mayor y está en compás de 6/8; es animada y desbordante.[5]

### Coda
La coda es larga y caprichosa. En ella Beethoven convierte la cancioncilla de Müller en un fugato fingido. Consta de otras dos variaciones, la primera de las cuales vuelve a sol menor; la segunda regresa a sol mayor y al compás de 2/4.

## Recepción de la obra
Un crítico en el periódico Allgemeiner musikalischer Anzeiger de Viena en 1830 comentó que estas piezas fueron escritas "con tal espíritu y audaz imaginación, como sólo un maestro puede escribir variaciones".

## Discografía selecta
- 1926 – Alfred Cortot piano, Jacques Thibaud violín, Pau Casals violonchelo (Naxos).
- 1965 – Beaux Arts Trio (Philips).
- 1969 – Daniel Barenboim piano, Pinchas Zukerman violín, Jacqueline du Pré violonchelo (EMI Classics).
- 1970 – Wilhelm Kempff piano, Henryk Szeryng violín, Pierre Fournier violonchelo (DG).
- 1984 – Vladímir Ashkenazi piano, Itzhak Perlman violín, Lynn Harrell violonchelo (EMI Classics).
- 2004 – Florestan Trio (Hyperion).[6]
- 2012 – Trío Wanderer (Harmonia Mundi).